# Cernobîl
Cernobîl (în ucraineană Чорнобиль, transliterat: Ciornobîl, în rusă Чернобыль, transliterat: Cernobîl) este un oraș raional din raionul Vyshgorod, regiunea Kiev, Ucraina. În afara localității principale, nu cuprinde și alte sate.
Orașul a fost părăsit în anul 1986 din cauza accidentului nuclear de la centrala nucleară de la Cernobîl, care se află la 14,5 km spre nord-vest de localitate. Centrala electrică a fost denumită după oraș și s-a aflat în raionul Cernobîl⁠(en)[traduceți], iar localitatea și centrala n-au fost conectate direct. În timpul construirii centralei, un oraș denumit Prîpeat a fost construit pentru lucrători.
Chiar dacă orașul este în principal nelocuit, câțiva oameni trăiesc încă acolo. Casele ocupate nu sunt diferite față de cele nelocuite, însă pe ele se află scrieri care declară că „proprietarul acestei case trăiește aici”. De asemenea, lucrători în patrulă și personalul administrativ al zonei de excludere Cernobîl sunt staționați în oraș pentru paza temporară.
Înainte de accident, orașul avea o populație de aproximativ 14.000 locuitori.
În timpul Invaziei Rusiei în Ucraina din 2022, orașul a fost capturat și ocupat temporar de către forțele ruse între 24 februarie și 2 aprilie.

## Etimologie
Cuvântul cernobil provine din ucraineanul chornobyl, denumirea locală pentru pelinul negru. Alternativ cuvântul se poate separa, formând două cuvinte: chornyi (чорний) și byllia (билля), respectiv neagra-iarbă (tulpina artemisiei este de culoare neagră).

## Istorie
Cernobîl a fost un sat regal în Marele Ducat al Lituaniei în secolul XIII, în ținutul Kiev care acum face parte din Ucraina. A fost acordat ca o țară feudală lui Filon Kmita, un căpitan al cavaleriei regale, în anul 1566. Provincia în care s-a aflat Cernobîl a fost cedată Regatului Poloniei în 1569, și după aceea, anexată de Imperiul Rus în anul 1793.
Înainte de secolul XX Cernobîl a fost locuit de țărani ruteni și polonezi, și de asemenea, de o mare comunitate evreiască. În timpul Primului Război Mondial, satul a fost ocupat de germani și, în timpul războielor civile dintre 1917 și 1920 – de Armata Poloneză și Armata Roșie. În anul 1921 Cernobîl a devenit parte a Republicii Sovietice Socialiste Ucraineane.
Între 1929 și 1933 Cernobîl a avut de suferit foarte mult din cauza masacrelor din timpul campaniei de colectivizare a lui Stalin și foametei (Holodomor), care i-a urmat. Comunitatea poloneză din Cernobîl a fost deportată în Kazahstan în 1936 și cea evreiască a fost exterminată în timpul ocupației germane între 1941 și 1944.
După prăbușirea Uniunii Sovietice în 1991, Cernobîlul a devenit o parte a Ucrainei – națiunii independente.
În contextul Invaziei ruse a Ucrainei din 2022, pe 24 februarie zona a fost ocupată de Armata Rusă, care s-a retras în aprilie 2022.

### Calamitate nucleară
La data de 26 aprilie 1986, cel de-al patrulea reactor al centralei nucleare a explodat la 01:23 noaptea. Toți locuitorii permanenți ai orașului și împrejurimilor acestuia au fost evacuați pentru că nivelul de radiație în aria respectivă devenise periculos.
Orașul Cernobîl și împrejurimile sale sunt acum casă pentru oamenii de știință, oferă slujbe de întreținere pentru centrala nucleară Cernobîl, slujbe de lichidare, pentru doctori, fizicieni și fizicieni nucleari. Deși Prîpeat, orașul părăsit învecinat a rămas neîntreținut, Cernobîl a fost renovat, iar sute de turiști vizitează orașul care, în 2014 a avut o populație de aproximativ 611 locuitori.

## Zona de 30 km
Orașul Cernobîl este centrul administrativ pentru gestionarea teritoriilor periculoase de radiații înstrăinate în 1986. Decizia de urgență de înstrăinare a terenurilor a fost cauzată de contaminarea radioactivă semnificativă a teritoriilor adiacente centralei nucleare.
Personalul Ministerului Afacerilor Interne al Ucrainei are sediul în oraș, care păzește teritoriul zonei de 30 de kilometri și controlează intrarea ilegală a persoanelor neautorizate pe teritoriul său. Veți avea nevoie de un pașaport sau altă formă de identificare pentru a intra prin punctul de control.
Principalele întreprinderi implicate în lucrările de menținere a zonei într-o stare sigură pentru mediu au sediul în oraș. Inclusiv întreprinderile care controlează starea de radiație a zonei de excludere de 30 de kilometri - conținutul de radionuclizi din apa râului Pripyat și afluenții săi, precum și din aer, este controlat.